# Cchao Süe-čchin

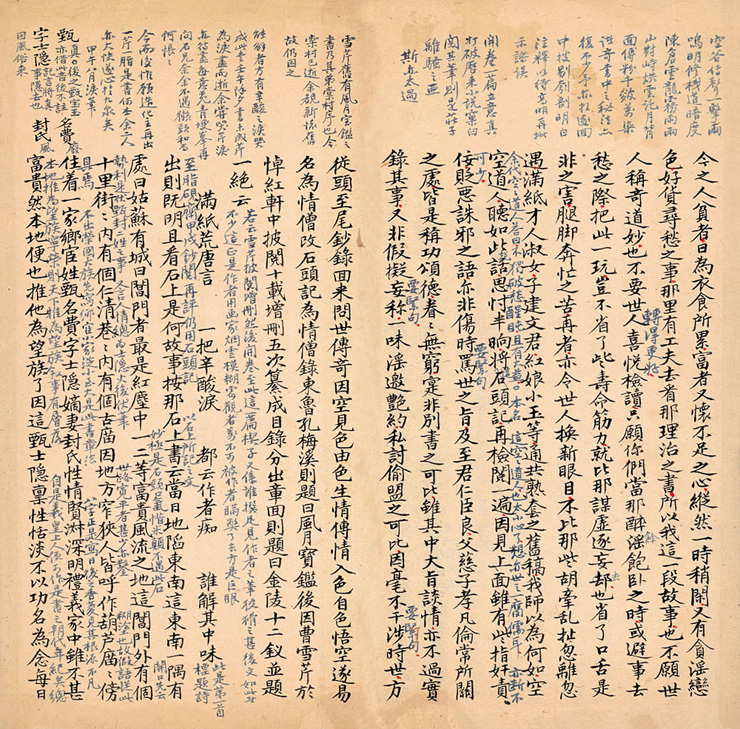
Rukopis románu Sen v červeném domě, pravděpodobně z roku 1759.

Cchao Süe-čchin (čínsky pchin-jinem Cáo Xuěqín, znaky 曹雪芹, 1715 nebo 1724, Nanking – 1763 nebo 1764Peking) byl čínský spisovatel tvořící za vlády dynastie Čching. Jeho jediným (kromě několika básní) dochovaným dílem je román Sen v červeném domě (Chung-lou-men), jeden ze čtyř klasických čínských románů.

## Jména
Cchao Süe-čchinovo vlastní jméno bylo Cchao Čan (čínsky pchin-jinem Cáo Zhān, znaky zjednodušené 曹沾, tradiční 曹霑), Cchao Süe-čchin byl jeho literární pseudonym. Používal též zdvořilostní jméno Meng-žuan (čínsky pchin-jinem Mèngruǎn, znaky zjednodušené 梦阮, tradiční 夢阮) a další pseudonymy Čchin-pchu (čínsky pchin-jinem qínpǔ, znaky 芹圃) a Čchin-si (čínsky pchin-jinem qínxī, znaky 芹溪).

## Život a dílo
Rod Cchao, i když byl čínský, patřil k Bílé korouhvi, jedné z privilegovaných mandžuských osmi korouhví. Rodina dědičně vlastnila správcovství císařských textilních dílen a těžila z přízně císaře Kchang-si. Po jeho smrti roku 1722 však přišla o majetek a přesídlila proto do Pekingu, kde ji byly ponechány domy. Roku 1735 byla rodina sice rehabilitována císařem Čchien-lungem, ale necelých deset let nato nové perzekuce způsobily definitivní rozpad rodiny.
Cchao Čan využil svého velkého vzdělání a uchytil se v učilišti pro vzdělávání šlechtických synků. Později se odstěhoval na západní okraj Pekingu, kde žil se svou rodinou ve značné chudobě z malého důchodu, který mu zajišťovala jeho příslušnost k privilegované vrstvě. Věnoval se téměř výhradně literatuře a občas si přivydělával jako malíř a kaligraf. Pocity deziluze a marnosti, plynoucí z osobního života (mládí prožil bez rodičů a v dospělosti přišel o manželku i syna) přetavil do svého románu Sen v červeném domě.
Román, vyprávějící o úpadku rodiny konfuciánské džentry, získal záhy velkou proslulost a je řazen mezi nejdůležitější díla čínské literatury. Byl zprvu znám pouze z opisů nedokončeného rukopisu o osmdesáti kapitolách. První knižní vydání z roku 1791 obsahuje však o čtyřicet kapitol více, o kterých editoři vydání v předmluvě ke knize tvrdí, že je postupně objevili u různých antikvářů. Již v jejich době však existovalo podezření, že těchto čtyřicet kapitol dokončil v autorově duchu jeden z editorů, spisovatel Kao O (asi 1738 – asi 1815). Roku 1959 byl však objeven manuskript datovaný do roku 1755, který obsahuje celý text románu. To svědčí o tom, že předmluva editorů nebyla mystifikací a že autorem celého textu je Cchao Süe-čchin.

## Česká vydání
- Sen v červeném domě, Odeon, Praha 1986-1988, přeložil Oldřich Král, román vyšel ve třech dílech
  - Sen v červeném domě 1. 1986,
  - Sen v červeném domě 2. 1988,
  - Sen v červeném domě 3. 1988.